# Klaus Teuber
Klaus Teuber (Breuberg, 25 juni 1952 – 1 april 2023) was een Duitse ontwerper van zogenaamde designer games. Teuber wist met zijn eerste spel, Barbarossa, al de titel 'Spiel des Jahres' (Spel van het jaar) in Duitsland in de wacht te slepen. Veel van de spellen die hij daarna ontwierp kregen deze prijs of werden hier tenminste voor genomineerd. In 1999 maakte Klaus van het spellen ontwerpen (dat hij tot dan toe naast zijn werk als orthodontist deed) zijn beroep. De meeste spelers van designer games kwamen in aanraking met deze vorm van bordspelen via het beroemde bordspel van zijn hand, namelijk Die Siedler von Catan. In Nederland is dit spel op de markt gebracht als De Kolonisten van Catan. Hij besloot dat voor dit spel handel de basis moest zijn en niet oorlog, zoals bij de meeste strategiespel(l)en het geval is. Volgens Teuber werd het spel daardoor interessanter voor vrouwen, wat in belangrijke mate het succes ervan bepaalde - aldus verklaarde hij december 2008 in een interview.

## Beknopte ludografie
- 1988 Barbarossa und die Rätselmeister
- 1990 Adel Verpflichtet
- 1991 Drüber und Drunter
- 1995 Die Siedler von Catan
- 1996 Die Siedler von Catan - Das Kartenspiel für 2 Spieler
- 1996 Hallo Dachs!
- 1997 Die Ritter von der Haselnuss
- 1997 Löwenherz
- 1999 Die Sternenfahrer von Catan
- 2000 Fette Bäuche
- 2001 Chip-Chip, Hurra!
- 2003 Die Kinder von Catan
- 2003 Anno 1503